# Ugalla-River-Nationalpark
Der Ugalla-River-Nationalpark liegt im westlichen Teil des zentralen tansanischen Hochlandes in der Region Tabora.

## Geographie
Der Nationalpark hat eine Größe von 3865 Quadratkilometern. Er liegt am Fluss Ugalla rund 100 Kilometer südwestlich von Tabora und 40 Kilometer östlich des Dorfes Ugalla. Der Ugalla ist ein breiter, mäandrierender Fluss, der langsam nach Westen aus dem Nationalpark hinaus in die Moyowosi Sümpfe fließt und schließlich in den Tanganjikasee mündet. In der Trockenzeit kann der Fluss bis auf Wassertümpel austrocknen. Das Klima ist tropisch, die Regenzeit dauert von Januar bis April. Die Jahresdurchschnittstemperatur liegt bei 25 Grad Celsius.

## Geschichte
Das Gebiet wurde im Jahr 1965 als Tierreservat eingerichtet und 2019 zum Nationalpark erklärt.

## Biodiversität
Die Landschaft ist eine Kombination aus Sumpfgebieten am Fluss, hohen Grassavannen und Miombo-Wäldern.
Elefanten, Büffel, Löwen, Leoparden, Giraffen, Pferdeantilopen und Zebras bevölkern die Savannen. In der Trockenzeit versammeln sie sich um die Wasserstellen am Fluss, in dem Nilpferde und Krokodile leben. Die Sumpfgebiete sind bekannt für eine reiche Vogelwelt mit Schuhschnäbeln, Kranichen und Zwerggänsen.

## Tourismus

### Anreise
- Flugzeug: Es gibt Charterflüge von Arusha und Daressalam. Die nächsten Landpisten sind in Ugalla, Muhuba und Siri.[6]
- Auto: Die Fahrt im Park ist mit Geländewagen in der Trockenzeit von Juni bis Oktober möglich.[3]

### Besuchszeit
Die beste Besuchszeit ist die Trockenzeit, da die Straßen in der Regenzeit oft unpassierbar sind.

### Unterkünfte
Als Unterkünfte stehen Zeltlager zur Verfügung.